# Ле Цзін'ї
Ле Цзін'ї (19 березня 1975) — китайська плавчиня.
Олімпійська чемпіонка 1996 року, призерка 1992 року.
Чемпіонка світу з водних видів спорту 1994 року.
Чемпіонка світу з плавання на короткій воді 1993, 1995, 1997 років.
Переможниця Пантихоокеанського чемпіонату з плавання 1997 року.
Переможниця літньої Універсіади 1993 року.